# Dolgi Laz
Dolgi Laz – wieś w Słowenii, w gminie Tolmin. W 2018 roku liczyła 14 mieszkańców.